# Sternenstaub (Band)
Sternenstaub ist eine österreichische Musikgruppe.

## Geschichte
Die Band wurde im Jahre 1997 von Bernd Grünwald als Soloprojekt gegründet. Im Lauf der Jahre stießen dann Stefan Traunmüller und Karim E. Kienzle von Golden Dawn sowie Moritz Neuner (u. a. Abigor, Darkwell, Dornenreich etc.) hinzu.
Das erste Resultat war eine selbst produzierte MCD namens Astronomica, im November 2003 wurde ein Plattenvertrag beim deutschen Label Black Attakk unterschrieben, welcher im Februar 2004 den Release des Debüts Destination: Infinity zur Folge hatte. Bislang konnte die Band gutes Feedback aus der Fachpresse verbuchen.

## Stil
Sternenstaub spielen Dark Metal, und ihr textliches Konzept basiert auf der These, dass diese Welt aus Sternenstaub besteht – nichts währt ewig und wird wieder zu Staub zerfallen.

## Diskografie
- 2002: Astronomica (Demo, Eigenproduktion)
- 2004: Destination: Infinity (Album, Black Attakk)